# De Lieve Lust
De Lieve Lust was een Vlaams radioprogramma dat van 1991 tot en met 1999 op Studio Brussel werd gepresenteerd. Het programma ging over seks, relaties en erotiek en richtte zich op jongeren. Destijds was dit programma zeer taboedoorbrekend op de Vlaamse radiozenders.

## Concept
De Lieve Lust was een idee van Lieven Vandenhaute, die het programma ook jarenlang presenteerde. Het programma wou seks en relaties bespreekbaar maken onder jongeren.  Goedele Liekens werd vanwege haar diploma seksuologie ingeschakeld als specialiste. De uitzendingen hadden een ludieke toon en er kwamen ook geregeld amusante verhalen en getuigenissen aan bod. Wekelijks droeg een Bekende Vlaming een erotisch gedicht voor of werden er seksueel spannende verhalen verteld als afsluiter. Barbara Sarafian speelde het komisch personage Sonja Duplex, op tekst van Erwin Mortier.
Toch was het niet zuiver een amusementsprogramma. Vandenhaute en Liekens spanden zich in om de luisteraars ook waarheidsgetrouwe informatie mee te delen. Zo werden broodje aapverhalen ontkracht en kregen de luisteraars ook tips om hun seksleven spannender te maken. Men kon ook telefonisch vragen, anekdotes en opmerkingen doorbellen. Liekens stond erop dat er, gezien het doelpubliek, zo weinig mogelijk vakjargon gebruikt werd. Liekens kijkt in ieder geval nog steeds trots op terug op de verwezenlijkingen van het programma.
In latere seizoenen werd Liekens vervangen door Carine Vrancken.

## CD
Er werd in 1992 ook een CD rond "De Lieve Lust" uitgegeven. Alle tracks waren erotisch getinte nummers die ook tijdens de uitzendingen regelmatig als intermezzo gedraaid werden. Een stukje erotisch elektronische muziek dat vaak tijdens telefoongesprekken met luisteraars werd gedraaid was muziek van Art for Ears, een muzikaal project dat weerman Frank Deboosere onder een pseudoniem had uitgebracht.

## Bron
- https://www.radiovisie.eu/be/nieuws.rvsp?art=00007429